# Bašnice
Bašnice település Csehországban, a Jičíni járásban. Bašnice Dobrá Voda u Hořic, Milovice u Hořic, Bříšťany, Sukorady és Lískovice településekkel határos. Lakosainak száma 214 fő (2024. január 1.).

## Népesség
A település lakosságának változását az alábbi diagram mutatja:
| Lakosok száma | 321  | 390  | 418  | 285  | 259  | 188  | 200  | 208  | 203  | 214  |
|               | 1869 | 1900 | 1921 | 1961 | 1980 | 2011 | 2016 | 2019 | 2021 | 2024 |